# Aita Shaposhnikova
Aita Efimovna Shaposhnikova (em iacuta:  Аита Ефимовна Шапошникова) (nascida em 11 de setembro de 1957) é tradutora e crítica Yakut.

## Juventude e carreira
Nascida no distrito de Namsky, Shaposhnikova formou-se no Instituto de Literatura Maxim Gorky em 1979, quando começou a sua carreira como editora de várias revistas; ela ocupou cargos na Hotugu Sulus, Polar Star e Chuoraanchyk. Em 1994, ela tornou-se a secretária executiva da revista Dalar Hotun. As suas primeiras traduções do idioma Yakut apareceram na Polar Star em 1979; em 1981 ela publicou o seu primeiro livro traduzido. Ela continuou a produzir traduções que apareceram em vários periódicos e antologias. Como crítica literária, ela escreveu e publicou sobre o tema da literatura Yakut moderna, incluindo biografias de escritores Yakut. Ela traduziu trabalhos do russo para o idioma Yakut, e também traduziu o trabalho de escritores Yakut para o idioma russo. Ela também produziu uma tradução das Epístolas de Paulo para Yakut. Ao longo da sua carreira ela tem recebido vários prémios pelo seu trabalho.